# (34644) 2000 WX13
2000 WX13 (asteroide 34644) é um asteroide da cintura principal. Possui uma excentricidade de 0.15470870 e uma inclinação de 3.79919º.
Este asteroide foi descoberto no dia 20 de novembro de 2000 por LINEAR em Socorro.